# Miss Universo 2014
Miss Universo 2014, la 63.ª edición del concurso Miss Universo, se llevó a cabo el 25 de enero de 2015 en la Arena de la Universidad Internacional de Florida, Miami (Estados Unidos). Esta fue la primera vez en la historia que el concurso no se llevó a cabo durante el año en que se otorgó el título, aunque se siguió conociendo como el de 2014.
Representantes provenientes de ochenta y ocho países y territorios compitieron por el título en esta edición del concurso. Al final del evento, Miss Universo 2013, Gabriela Isler de Venezuela, coronó como su sucesora a Paulina Vega de Colombia. Elegida por un jurado de diez personas, la ganadora, de 22 años, se convirtió en la segunda representante de su país en obtener el título de Miss Universo, después de Luz Marina Zuluaga (Miss Universo 1958).
El concurso fue presentado por Thomas Roberts y Natalie Morales; como corresponsal tras bambalinas actuó Jeannie Mai. Prince Royce, Nick Jonas y Gavin DeGraw se encargaron del entretenimiento.
En esta edición se estrenó la nueva corona, DIC Crown, compuesta por trescientos once diamantes, cinco piezas de topacios azules, ciento noventa y ocho piezas de zafiros azules, treinta y tres piezas de cristales cocidos térmicamente y doscientos veinte gramos de oro blanco de dieciocho quilates. Se afirmaba que la corona valía 300 000 dólares.

## Antecedentes

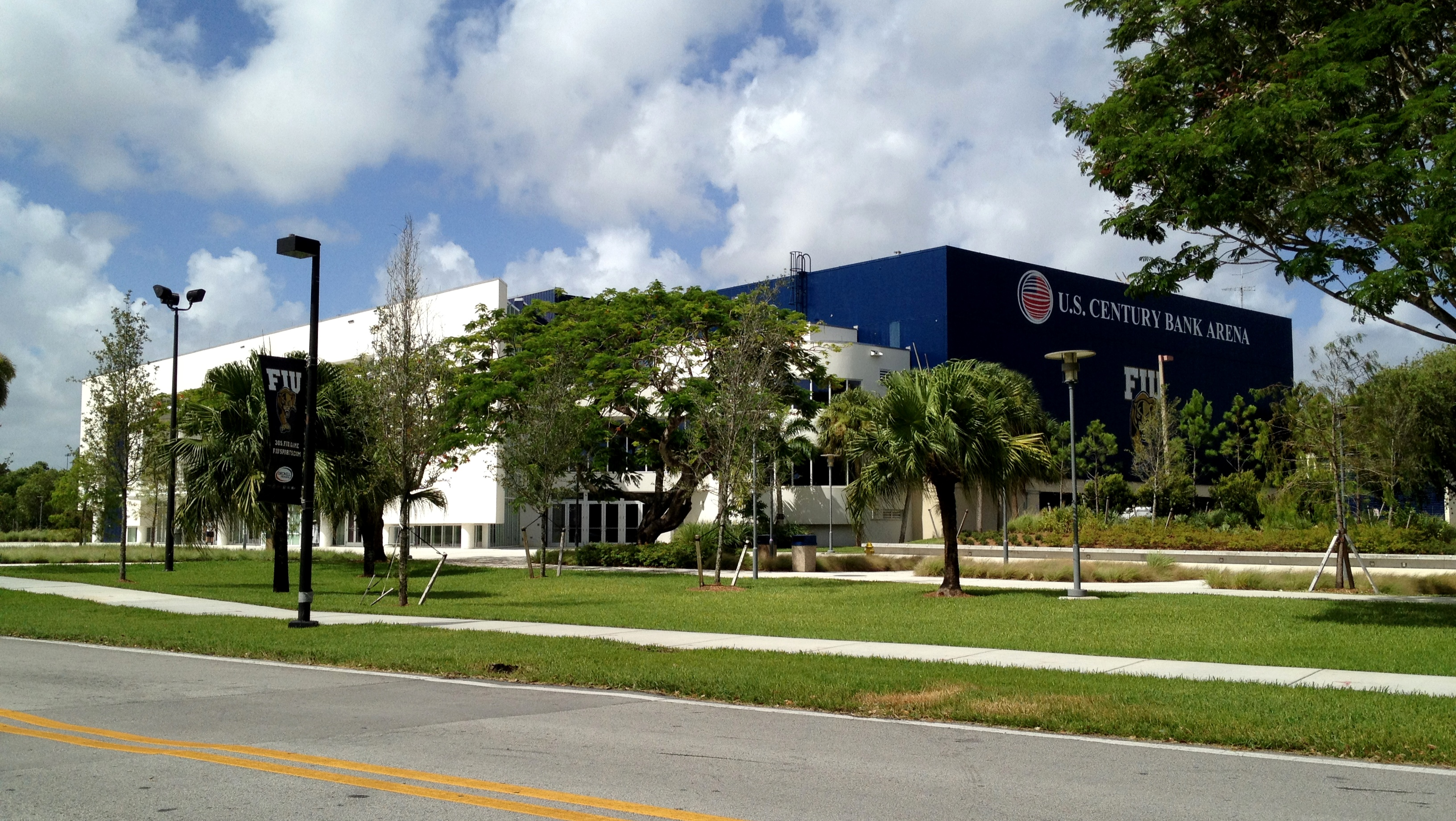
FIU Arena, recinto sede de Miss Universo 2014.

### Sede y fecha
Las negociaciones entre la Secretaría de Turismo de Ceará en Brasil y la Organización Miss Universo comenzaron a finales de septiembre de 2013, cuando los directores de la Organización Miss Universo viajaron a Fortaleza para iniciar conversaciones y arreglos de actividades del concurso. Bismarck Maia, secretario estatal de Turismo, reveló el último desarrollo al periódico líder del mercado de Fortaleza, Diário do Nordeste, el 11 de enero de 2014, anunciando que el evento se llevaría a cabo en el Centro de Eventos do Ceará, en la capital de Ceará.
El 27 de marzo de 2014, Annette Cammer, directora nacional de licencias de la Organización Miss Universo, respondió a través de correo electrónico a una pregunta de una directiva nacional de que el concurso de Miss Universo 2014 no se llevaría a cabo en la capital de Ceará, como se había prometido y declarado por las autoridades locales. El 20 de mayo de 2014, la candidatura de Fortaleza fue formalmente retirada y la Organización Miss Universo estaba considerando otras cuatro ciudades brasileñas como reemplazo: Río de Janeiro, Ribeirão Preto, Porto Alegre y Manaus.
El 22 de agosto de 2014, Donald Trump publicó en Twitter que Miami y otras ciudades estaban «luchando con fuerza para albergar el concurso de Miss Universo» y que se haría un anuncio pronto; mencionar específicamente la ciudad de Miami hizo que muchos seguidores del concurso creyeran que el concurso se llevaría a cabo en la ciudad de Florida por primera vez desde 1997. El 9 de septiembre de 2014, el periódico puertorriqueño El Nuevo Día y el periódico venezolano El Nacional publicaron artículos que indicaban que las concursantes se hospedarían en un hotel de propiedad de Trump en Miami, lo que avivó los rumores de que el concurso se llevaría a cabo en Miami en diciembre.
El 12 de septiembre de 2014, Luigi Boria, alcalde de Doral, anunció a través de Twitter que el concurso se llevaría a cabo en Doral el 18 de enero de 2015, lo que generó cierta controversia entre los seguidores del concurso. Esto fue confirmado a finales de septiembre. A principios de octubre, se publicó un anuncio en el sitio web oficial de Miss Universo, que indicaba que el concurso tendría lugar en el FIU Arena en Miami el 25 de enero de 2015.

### Selección de candidatas

#### Reemplazos
Camille Cerf, Miss Francia 2015, fue designada como Miss Universo Francia 2014 después de que Flora Coquerel, Miss Francia 2014, solo compitiera en Miss Mundo 2014 debido a las fechas conflictivas de los dos concursos. Coquerel compitió en el concurso al año siguiente. Marcela Chmielowska, la segunda finalista de Miss Polonia 2011, fue designada como Miss Universo Polonia 2014, debido a la reprogramación del concurso Miss Polonia 2014 en diciembre de 2014.
Laurence Langen, Miss Bélgica 2014, fue reemplazada por su primera finalista, Anissa Blondin, debido a problemas con la Organización Miss Bélgica. Nora Xu, Miss Universo China 2014, originalmente iba a representar a China en Miss Universo. Sin embargo, Xu prefirió continuar con sus estudios en lugar de competir en el concurso. Debido a esto, Hu Yanliang, primera finalista de Miss Universo China 2014, reemplazó a Xu. Arnela Zeković, primera finalista en Miss Serbia 2013, fue reemplazada por Anđelka Tomašević como representante de Serbia en Miss Universo por razones personales. Carolyne Bernard, Miss Universo Tanzania 2014, originalmente iba a representar a Tanzania en Miss Universo. Sin embargo, Bernard se retiró después de fracturarse los pies en un accidente de coche. Debido a esto, Nale Boniface, segunda finalista de Miss Universo Tanzania 2014, reemplazó a Bernard como representante de Tanzania en Miss Universo.
Rolene Strauss, Miss Sudáfrica 2014, iba a competir en los concursos Miss Universo y Miss Mundo. Sin embargo, después de ganar Miss Mundo 2014, Strauss no fue elegible para competir en Miss Universo 2014. Ziphozakhe Zokufa, primera finalista de Miss Sudáfrica 2014, reemplazó a Strauss como representante de Sudáfrica en Miss Universo. Weluree Ditsayabut, Miss Universo Tailandia 2014, fue reemplazada por su primera finalista, Pimbongkod Chankaew, después de pedir que los partidarios del primer ministro de Tailandia fueran ejecutados. Diana Harkusha, segunda finalista de Miss Ucrania Universo 2014, fue designada como la representante de Ucrania en Miss Universo después de que Anna Andres, Miss Ucrania Universo 2014, renunciara por razones personales.

#### Debuts, regresos y retiros
La edición de 2014 vio los regresos de Albania, Egipto, Georgia, Irlanda, Kenia, Kosovo, Portugal, Santa Lucía y Uruguay. Kenia compitió por última vez en 2005, Egipto y Portugal compitieron por última vez en 2011, mientras que los demás compitieron por última vez en 2012. Azerbaiyán, Botsuana, Dinamarca, Estonia, Namibia, Rumania y Vietnam se retiraron. Nguyễn Lâm Diễm Trang, la segunda finalista de Miss Vietnam 2014, fue designada para representar a Vietnam en Miss Universo, pero se retiró en el último minuto debido a la falta de tiempo para prepararse para el concurso. Azerbaiyán, Botsuana, Dinamarca, Estonia, Namibia y Rumania se retiraron después de que sus respectivas organizaciones no lograron realizar un concurso nacional o designar a una candidata.

## Resultados

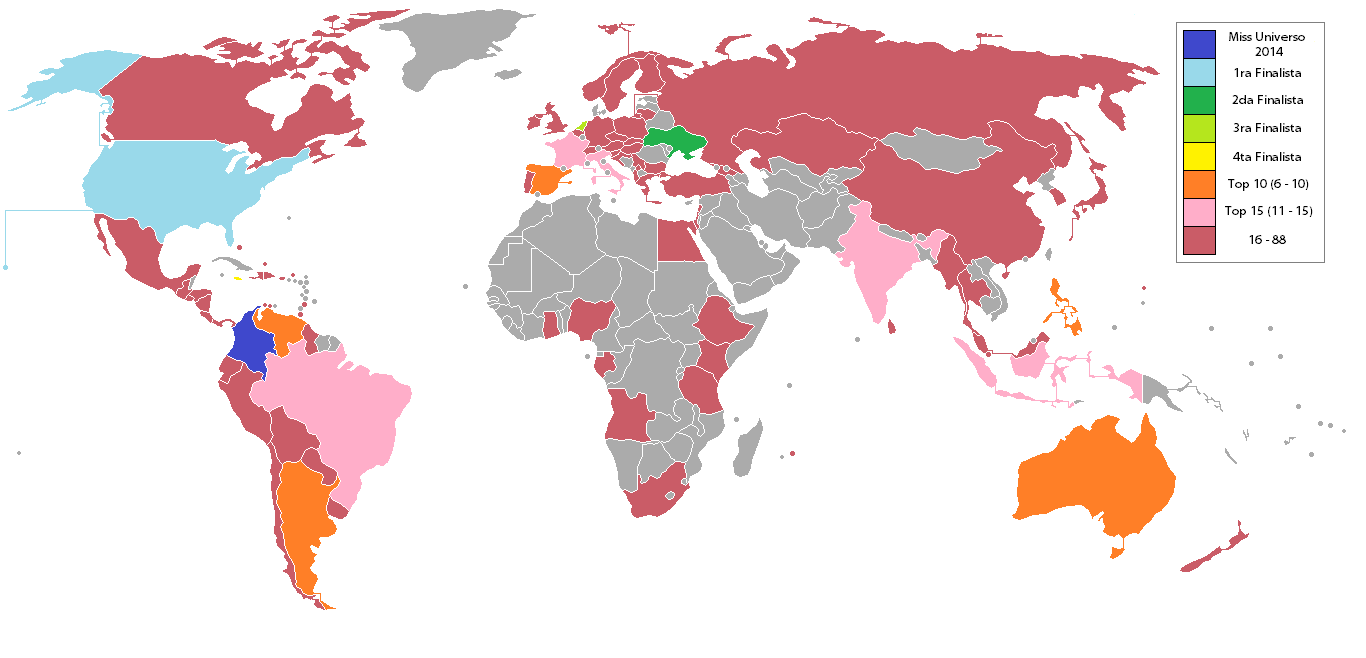
Países y territorios que enviaron candidatas y resultados para Miss Universo 2014

### Clasificación final
La ganadora, las finalistas, las semifinalistas y las cuartofinalistas son las siguientes candidatas:
| Posición                  | Candidata |
| ------------------------- | --- |
| Miss Universo 2014        | - Colombia - Paulina Vega |
| Primera finalista         | - Estados Unidos - Nia Sanchez |
| Segunda finalista         | - Ucrania - Diana Harkusha |
| Tercera finalista         | - Países Bajos - Yasmin Verheijen |
| Cuarta finalista          | - Jamaica - Kaci Fennell |
| Semifinalistas (Top 10)   | - Argentina - Valentina Ferrer - Australia - Tegan Martin - España - Desiré Cordero - Filipinas - Mary Jean Lastimosa - Venezuela - Migbelis Castellanos |
| Cuartofinalistas (Top 15) | - Brasil - Melissa Gurgel - Francia - Camille Cerf - India - Noyonita Lodh - Indonesia - Elvira Devinamira - Italia - Valentina Bonariva                 |

### Premios especiales
Las ganadoras del los premios especiales son las siguientes candidatas:
| Premio          | Candidata                        |
| --------------- | -------------------------------- |
| Miss Fotogénica | - Puerto Rico - Gabriela Berríos |
| Miss Simpatía   | - Nigeria - Queen Celestine      |

#### Mejor traje nacional
La ganadora y finalistas del premio al mejor traje nacional son las siguientes candidatas:
| Posición | Candidata |
| -------- | --- |
| Ganadora | - Indonesia - Elvira Devinamira                                                                                  |
| Top 5    | - Alemania - Josefin Donat - Argentina - Valentina Ferrer - Canadá - Chanel Beckenlehner - India - Noyonita Lodh |

## El concurso

### Formato
La Organización Miss Universo introdujo varios cambios en el formato para esta edición. La cantidad de cuartofinalistas se revirtió a quince, la misma cantidad de cuartofinalistas en 2010. Los resultados de la competencia preliminar, que consistió en la competencia de trajes de baño y trajes de noche, y la entrevista a puerta cerrada, determinaron las quince cuartofinalistas. Las quince cuartofinalistas participaron en la competencia de trajes de baño, con diez avanzando en la competencia para la competencia de trajes de noche. De diez, cinco candidatas participaron en la porción de preguntas y respuestas y la última pasada (final look).

### Comité de selección

#### Competencia preliminar
El panel de jueces de la competencia preliminar estuvo conformado por las siguientes siete personas:
- Lloyd Boston, gurú de la moda y presentador de televisión
- Azucena Cierco, actriz mexicana y presentadora de televisión
- Jeneine Doucette-White, gerente de la oficina de Nueva York en Access Hollywood
- Michelle McLean, Miss Universo 1992 de Namibia
- Jimmy Nguyen, abogado destacado en entretenimiento y medios digitales, defensor de la diversidad, bloguero y asesor tecnológico
- Corinne Nicolas, presidenta de Trump Models Modelling Agency
- Tyler Tixier, parte del equipo de ventas de Delta Air Lines

#### Competencia final
El panel de jueces de la competencia final estuvo conformado por las siguientes diez personas:
- Kristin Cavallari, actriz estadounidense, personalidad de televisión y diseñadora de moda
- William Levy, modelo y actor cubano estadounidense
- Manny Pacquiao, campeón mundial de boxeo profesional filipino
- Louise Roe, presentadora de televisión inglesa y periodista de moda
- Lisa Vanderpump, estrella de The Real Housewives of Beverly Hills
- Emilio Estefan, músico y productor
- DeSean Jackson, jugador de los Washington Redskins
- Nina Garcia, directora creativa de Marie Claire Magazine, jueza de Project Runway y experta en la industria de la moda
- Rob Dyrdek, empresario
- Giancarlo Stanton, jugador de los Miami Marlins

## Candidatas
Ochenta y ocho candidatas compitieron por el título.
| País/Territorio           | Candidata               | Edad | Ciudad natal        |
| ------------------------- | ----------------------- | ---- | ------------------- |
| Albania                   | Zhaneta Byberi          | 19   | Tirana              |
| Alemania                  | Josefin Donat           | 21   | Leipzig             |
| Angola                    | Zuleica Wilson          | 21   | Cabinda             |
| Argentina                 | Valentina Ferrer        | 22   | Córdoba             |
| Aruba                     | Digene Zimmerman        | 21   | Oranjestad          |
| Australia                 | Tegan Martin            | 23   | Newcastle           |
| Austria                   | Julia Furdea            | 20   | Viena               |
| Bahamas                   | Tomii Culmer            | 24   | Nasáu               |
| Birmania                  | Sharr Htut Eaindra      | 20   | Rangún              |
| Bélgica                   | Anissa Blondin          | 22   | Bruselas            |
| Bolivia                   | Claudia Tavel           | 25   | Santa Cruz          |
| Brasil                    | Melissa Gurgel          | 20   | Fortaleza           |
| Bulgaria                  | Kristina Georgieva      | 23   | Sofía               |
| Canadá                    | Chanel Beckenlehner     | 27   | Caledon             |
| Chile                     | Hellen Toncio           | 20   | Santiago            |
| China                     | Hu Yanliang             | 24   | Pekín               |
| Colombia                  | Paulina Vega            | 22   | Barranquilla        |
| Corea del Sur             | Yoo Ye-bin              | 22   | Daegu               |
| Costa Rica                | Karina Ramos            | 21   | San José            |
| Croacia                   | Ivana Mišura            | 26   | Zagreb              |
| Curazao                   | Laurien Angelista       | 27   | Willemstad          |
| Ecuador                   | Alejandra Argudo        | 22   | Portoviejo          |
| Egipto                    | Lara Debbana            | 21   | El Cairo            |
| El Salvador               | Patricia Murillo        | 22   | San Salvador        |
| Eslovaquia                | Silvia Prochádzková     | 23   | Bratislava          |
| Eslovenia                 | Urška Bračko            | 21   | Maribor             |
| España                    | Desirée Cordero         | 22   | Sevilla             |
| Estados Unidos            | Nia Sanchez             | 24   | Las Vegas           |
| Etiopía                   | Hiwot Mamo              | 24   | Addis Ababa         |
| Filipinas                 | Mary Jean Lastimosa     | 27   | Tulunan             |
| Finlandia                 | Bea Toivonen            | 22   | Helsinki            |
| Francia                   | Camille Cerf            | 20   | Coulogne            |
| Gabón                     | Maggaly Nguema          | 22   | Libreville          |
| Georgia                   | Ana Zubashvili          | 22   | Tiflis              |
| Ghana                     | Abena Appiah            | 21   | Acra                |
| Gran Bretaña              | Grace Levy              | 25   | Londres             |
| Grecia                    | Ismini Dafopoulou       | 26   | Atenas              |
| Guam                      | Brittany Bell           | 27   | Barrigada           |
| Guatemala                 | Ana Luisa Montufar      | 21   | Ciudad de Guatemala |
| Guyana                    | Niketa Barker           | 24   | Georgetown          |
| Haití                     | Christie Désir          | 25   | Puerto Príncipe     |
| Honduras                  | Gabriela Ordóñez        | 21   | Comayagua           |
| Hungría                   | Henrietta Kelemen       | 21   | Budapest            |
| India                     | Noyonita Lodh           | 21   | Bangalore           |
| Indonesia                 | Elvira Devinamira       | 21   | Surabaya            |
| Irlanda                   | Lisa Madden             | 23   | Cork                |
| Islas Vírgenes Británicas | Jaynene Jno Lewis       | 26   | Tórtola             |
| Islas Turcas y Caicos     | Shanice Williams        | 22   | Isla Gran Turca     |
| Israel                    | Doron Matalon           | 21   | Beit Aryeh-Ofarim   |
| Italia                    | Valentina Bonariva      | 25   | Milán               |
| Jamaica                   | Kaci Fennell            | 23   | Kingston            |
| Japón                     | Keiko Tsuji             | 21   | Nagasaki            |
| Kazajistán                | Aiday Issayeva          | 25   | Almaty              |
| Kenia                     | Gaylyne Ayugi           | 21   | Nairobi             |
| Kosovo                    | Artnesa Krasniqi        | 23   | Pristina            |
| Líbano                    | Saly Greige             | 25   | Bishmizzine         |
| Lituania                  | Patricija Belousova     | 19   | Vilna               |
| Malasia                   | Sabrina Beneett         | 24   | Kuala Lumpur        |
| Mauricio                  | Pallavi Gungaram        | 21   | Vacoas-Phoenix      |
| México                    | Josselyn Garciglia      | 24   | La Paz              |
| Nueva Zelanda             | Rachel Millns           | 24   | Wellington          |
| Nicaragua                 | Marline Barberena       | 27   | Chichigalpa         |
| Nigeria                   | Queen Celestine         | 22   | Lagos               |
| Noruega                   | Elise Dalby             | 19   | Hamar               |
| Países Bajos              | Yasmin Verheijen        | 21   | Ámsterdam           |
| Panamá                    | Yomatzy Hazlewood       | 23   | Ciudad de Panamá    |
| Paraguay                  | Sally Jara              | 21   | Asunción            |
| Perú                      | Jimena Espinoza         | 26   | Lima                |
| Polonia                   | Marcela Chmielowska     | 23   | Varsovia            |
| Portugal                  | Patrícia Da Silva       | 25   | Lisboa              |
| Puerto Rico               | Gabriela Berríos        | 24   | Toa Baja            |
| República Checa           | Gabriela Franková       | 21   | Praga               |
| República Dominicana      | Kimberly Castillo       | 26   | Higüey              |
| Rusia                     | Yulia Alipova           | 24   | Balakovo            |
| Santa Lucía               | Roxanne Didier-Nicholas | 23   | Castries            |
| Serbia                    | Anđelka Tomašević       | 21   | Zubin Potok         |
| Singapur                  | Rathi Menon             | 24   | Singapur            |
| Sri Lanka                 | Avanti Marianne         | 25   | Colombo             |
| Sudáfrica                 | Ziphozakhe Zokufa       | 23   | Ciudad del Cabo     |
| Suecia                    | Camilla Hansson         | 26   | Estocolmo           |
| Suiza                     | Zoé Metthez             | 21   | Zúrich              |
| Tanzania                  | Nale Boniface           | 22   | Dodoma              |
| Tailandia                 | Pimbongkod Chankaew     | 20   | Bangkok             |
| Trinidad y Tobago         | Jevon King              | 26   | Diego Martín        |
| Turquía                   | Dilan Çiçek Deniz       | 20   | Estambul            |
| Ucrania                   | Diana Harkusha          | 20   | Járkov              |
| Uruguay                   | Johana Riva             | 24   | Montevideo          |
| Venezuela                 | Migbelis Castellanos    | 19   | Cabimas             |